# Даррант Браун
Даррант Браун (англ. Durrant Brown, нар. 8 липня 1964, Монтего-Бей) — ямайський футболіст, що грав на позиції захисника.

## Клубна кар'єра
У дорослому футболі дебютував 1983 року виступами за команду клубу «Вадада», кольори якої і захищав протягом усієї своєї кар'єри гравця, що тривала цілих вісімнадцять років. У команді отримав прізвисько «Tatty» і грав на позиції центрального захисника, незважаючи на те, що мав зріст лише 171 см.

## Виступи за збірну
1992 року дебютував в офіційних матчах у складі національної збірної Ямайки. Протягом кар'єри у національній команді, яка тривала 7 років, провів у формі головної команди країни 102 матчі.
У складі збірної був учасником розіграшу Золотого кубка КОНКАКАФ 1993 року у США і Мексиці, на якому команда здобула бронзові нагороди, та розіграшу Золотого кубка КОНКАКАФ 1998 року у США, а також чемпіонату світу 1998 року у Франції, втім на світовій першості на поле жодного разу не виходив.

## Титули і досягнення
- Переможець Карибського кубка: 1991, 1998